# Faca de Dois Gumes
Faca de Dois Gumes és una pel·lícula brasilera del 1989, distribuïda per l'extinta Embrafilme, amb direcció de Murilo Salles i guió de Leopoldo Serran, Alcione Araújo i Murilo Salles, basat en el llibre homònim de Fernando Sabino.

## Argument
Il·lustre advocat de família, marit apassionat, és traït per la seva bella dona, amant del seu soci i millor amic. Aleshores planeja un crim perfecte, articulant meticulosament totes les peces de la seva acció, però la seva actitud apassionada i factors imprevisibles, que impliquen la corrupció i el segrest del seu fill, l'acaben portant a implicar-se en una sèrie d'esdeveniments, que transformen la seva vida. La vida és una arma de doble tall, tot es dirigeix cap a un final dramàtic.

## Repartiment
- Paulo José com a Jorge Bragança
- Marieta Severo com a Sônia J. Amado
- José de Abreu com a Fontana
- Flávio Galvão com a Marco Aurélio Amado
- Ursula Canto com a Vera Lúcia
- Pedro Vasconcelos com a Paulo Sérgio - Cuca
- Paulo Goulart com a Delegat Olímpio Veloso
- José Lewgoy com a Sr. Álvaro J. Amado

## Principals premis
Festival de Gramado 1989
- Millor direcció, so, fotografia i escenografia.[3]

III Festival de Cinema de Natal 1989
- Millor pel·lícula i muntatge.

VI Rio-Cine-Festival 1990
- Millor pel·lícula, edició de so i banda sonora.